# 콘스탄틴 바실리예브
콘스탄틴 바실리예브(에스토니아어: Konstantin Vassiljev, 러시아어: Константи́н Ви́кторович Васи́льев 콘스탄틴 빅토로비치 바실리예프[*], 1984년 8월 16일~)는 에스토니아의 축구 선수로 포지션은 미드필더이다. 현재 플로라 탈린 소속으로 뛰고 있다.
그는 에스토니아 대표팀 소속으로 뛰었으며 대표팀 주장을 맡았다. 그는 역대 에스토니아 축구 대표팀 선수 중 가장 많은 국제 A매치 출전 기록을 보유하고 있다.

## 수상

### 클럽
레바디아 탈린
- 메이스트릴리가 : 우승 (2004, 2006, 2007), 준우승 (2005), 3위 (2003)
- 에스토니아컵 : 우승 (2003-04, 2004-05, 2006-07)
- 에스토니아 슈퍼컵 : 준우승 (2004, 2005, 2007)

 나프타 렌다바
- 슬로베니아컵 : 4강 (2009-10)

 FC 코페르
- 슬로베니아 프르바리가 : 3위 (2010-11)
- 슬로베니아컵 : 4강 (2010-11)

 야기엘로니아 비아위스토크
- 엑스트라클라사 : 준우승 (2016-17)

플로라 탈린
- 메이스트릴리가 : 우승 (2019, 2020, 2022), 준우승 (2021)
- 에스토니아컵 : 우승 (2019-20), 준우승 (2020-21), 4강 (2021-22)
- 에스토니아 슈퍼컵 : 우승 (2020, 2021), 준우승 (2022)

### 국가대표팀
에스토니아
- 발틱컵 : 우승 (2020)

### 개인
- 에스토니아 올해의 축구 선수 : 2010, 2011, 2013
- 에스토니아 실버볼 : 2009, 2011, 2012, 2013, 2016, 2019
- 백성 훈장 4등급

## 같이 보기
- A매치 100경기 이상 출전한 축구 선수 명단